# Myrica cerifera
Myrica cerifera ist eine Pflanzenart aus der Gattung Myrica in der Familie der Gagelstrauchgewächse (Myricaceae). Sie kommt von den östlichen bis südlichen-zentralen USA über Mexiko bis Zentralamerika sowie auf Karibischen Inseln vor. Sie wird sowohl als Zier- als auch als Heilpflanze sowie zur Herstellung von Kerzen verwendet. Englischsprachige Trivialnamen sind southern wax myrtle, southern bayberry, candleberry, bayberry tree, tallow shrub.

## Beschreibung

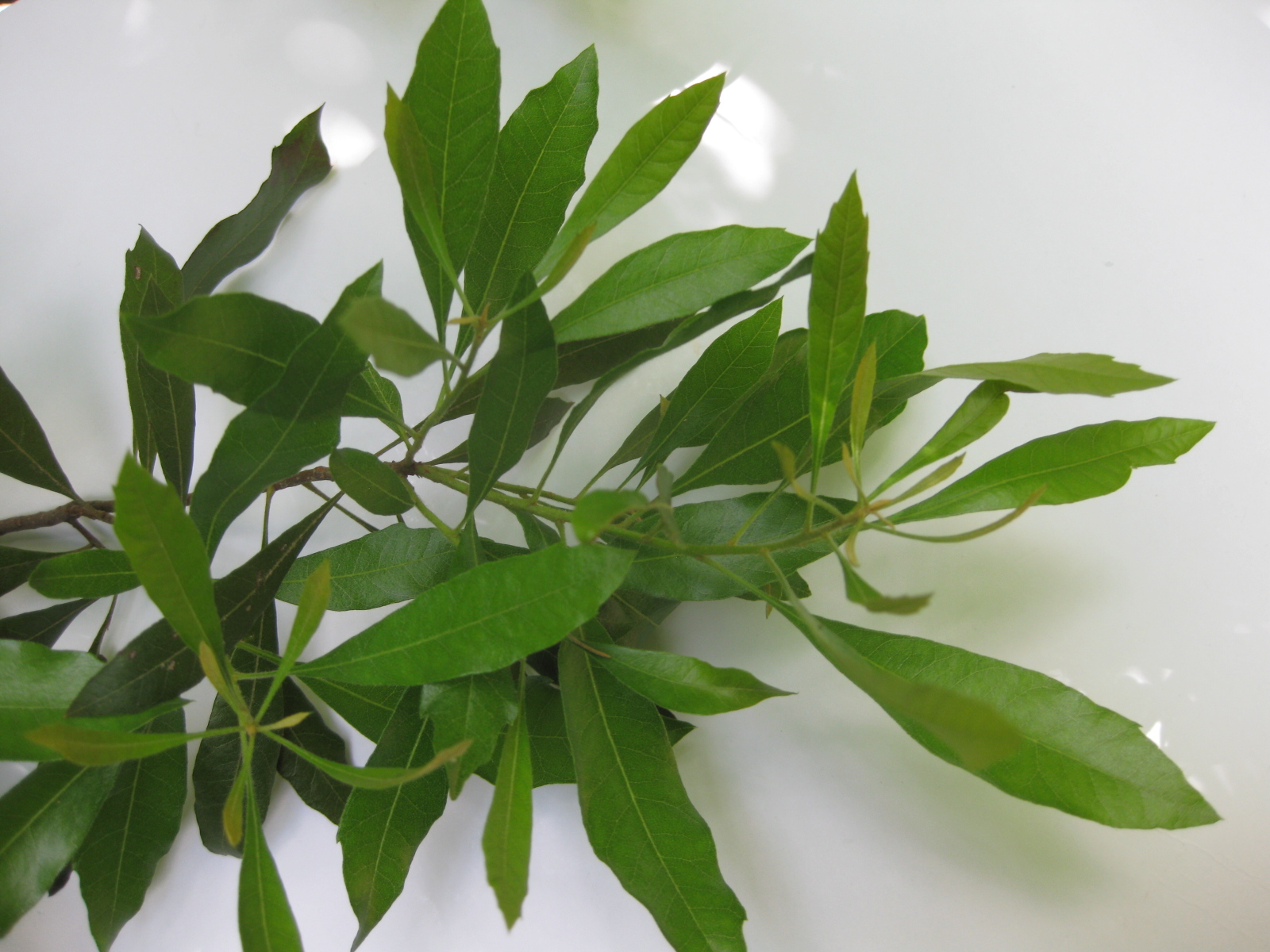
Zweig mit wechselständigen, einfachen Laubblättern

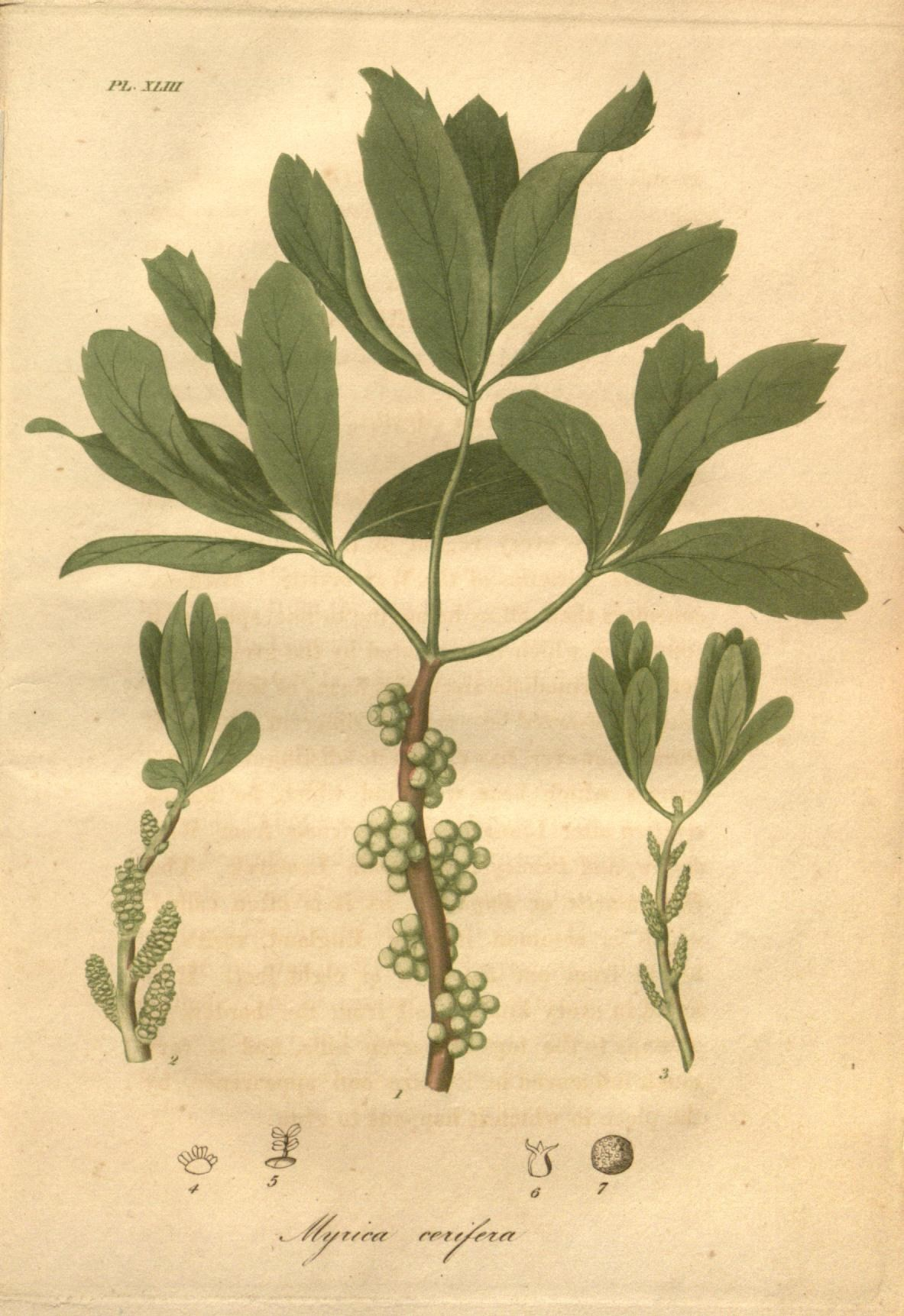
Illustration

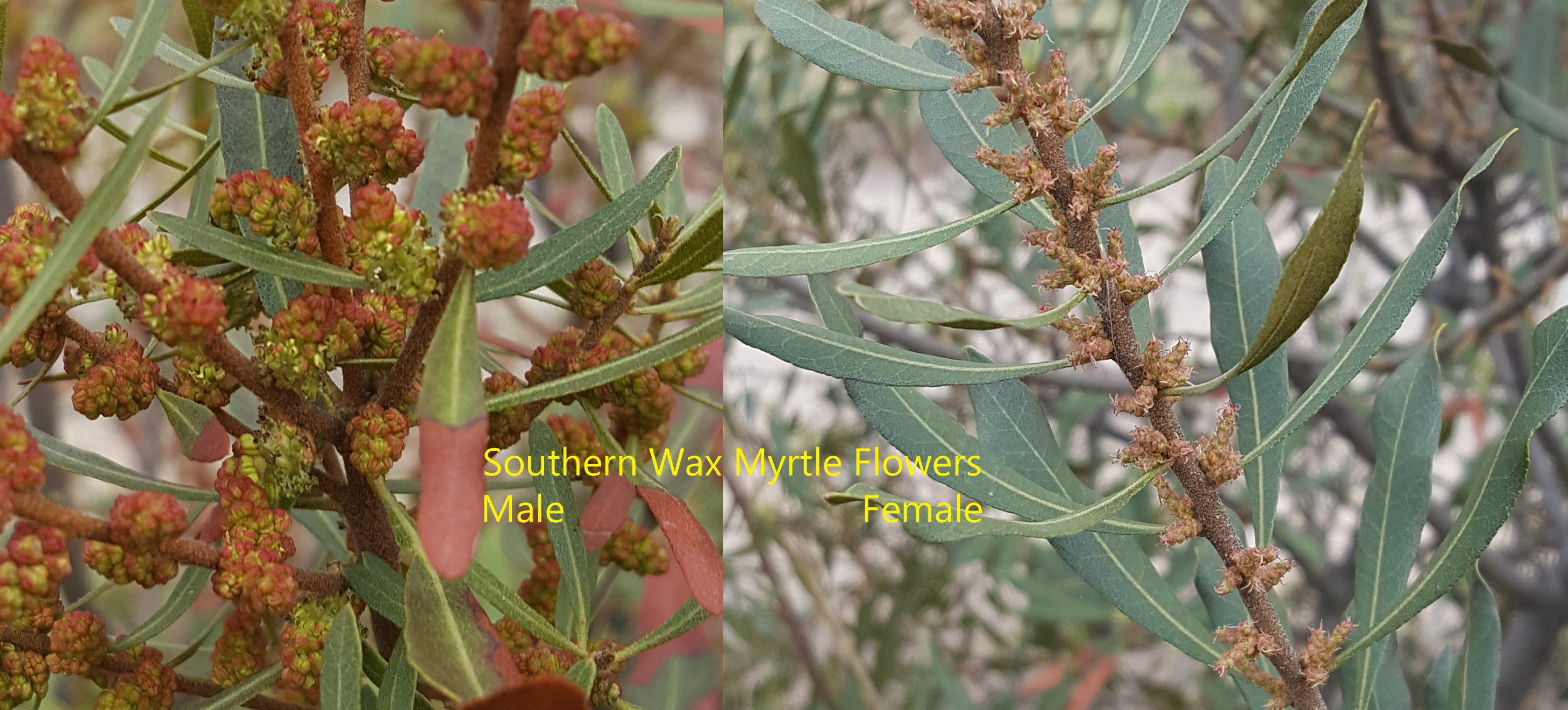
Ein Zweig mit männlichen Blüten und einer mit weiblichen Blüten

Zweig mit Früchten

### Vegetative Merkmale
Myrica cerifera kommt in zwei Formen vor, zwischen denen es allerdings keine klare Trennung gibt, da es viele intermediäre Formen gibt. Die Exemplare in trockeneren und sandigeren Gebieten sind Sträucher mit Rhizomen und kleinen Blättern, während die in feuchteren Gebieten mit nährstoffreicheren Böden größere Blätter haben und zu Bäumen heranwachsen.
Myrica cerifera wächst als immergrüner Strauch oder kleiner Baum. Durch Rhizome werden oft, mit bis zu 14 Metern Durchmesser, große Kolonien (Klone), mit vielen Ästen, gebildet. Die Rinde der Zweige ist rötlich-braun und anfangs dicht gelb drüsig punktiert, später dicht fein behaart, manchmal verkahlend, bis kahl.
Die wechselständig an den Zweigen angeordneten Laubblätter sind in Blattstiel und -spreite gegliedert. Der Blattstiel ist bis 1 Zentimeter lang. Die lederige, einfache Blattspreite ist bei einer Länge von 2 bis 10,5 (bis 13,3) Zentimetern sowie einer Breite bis 3,3 Zentimetern verkehrt-eiförmig bis -eilanzettlich mit keilförmiger teils herblaufender Basis und spitzem bis gerundetem oberem Ende. Der Blattrand ist ganz oder oberhalb der Mitte grob gesägt oder gezähnt. Die Blattunterseite ist hell- gelbgrün und kahl; nur die Mittelrippe ist fein behaart. Die Blattoberseite ist dunkel-grün und kahl bis fein behaart. Auf beiden Seiten der Laubblätter befinden sich dicht gelbe bis orangefarbene Drüsen. Die Blätter sind aromatisch.

### Generative Merkmale
Myrica cerifera ist zweihäusig getrenntgeschlechtig (diözisch), d. h. männliche und weibliche Blüten befinden sich in Kätzchen auf verschiedenen Exemplaren. Die männlichen Kätzchen sind 0,4 bis 1,9 Zentimeter lang und enthalten kurze Tragblätter mit bewimpertem Rand. Männliche Blüten enthalten meist drei oder vier Staubblätter. Die weiblichen Kätzchen sind 0,3 bis 1,5 Zentimeter lang und enthalten haltbare Deckblätter mit bewimpertem Rand. Der Fruchtknoten ist drüsig, besonders am oberen Ende am Übergang zum Griffel.
Die bei einem Durchmesser von 2 bis 3,5, selten bis zu 4 Millimetern kugeligen bis ellipsoiden Steinfrüchte sind kahl oder anfangs spärlich drüsig und von einer dicken, blau-weißen Wachsschicht umgeben. Ein Endosperm fehlt den Samen.

### Phänologie
Die Blütezeit reicht in Nordamerika vom Spätwinter bis zum Frühjahr. Die Früchte reifen im Spätsommer oder Herbst.

## Ökologie
Die Wurzeln besitzen Wurzelknöllchen, die symbiotische Actinomyceten beherbergen, welche die Stickstofffixierung schneller ausführen als Leguminosen.
Die oberirdisch wachsenden Teile von Myrica cerifera sind oft von Bränden betroffen, auch wenn diese nur geringe Ausmaße haben oder vorübergehend sind. Im letzteren Fall ist oft nur der aktuelle Zuwachs an der Pflanze betroffen. Weil Blätter, Sprossachsen und Äste brennbare aromatische Substanzen enthalten, stellt ein Exemplar von Myrica cerifera tatsächlich eine Brandgefahr dar. Im Gegensatz zur Entzündlichkeit des oberirdischen Wuchses ist das Wurzelsystem von Myrica cerifera widerstandsfähig gegen Feuer. Die Pflanzen überstehen jedoch nicht unbegrenzt die wiederholte Zerstörung der oberirdischen Teile. Drei aufeinanderfolgende Jahre mit Bränden würden alle betroffenen Pflanzen töten. Nach weniger zerstörerischen Bränden treiben aus dem Untergrund neue Äste aus. Dies geschieht am schnellsten in der ersten Vegetationsperiode nach einem Brand.
Myrica cerifera kann sich auch durch Rhizome vegetativ vermehren.
Die Frucht bildet die Nahrungsquelle für viele Vogelarten wie die Virginiawachtel und das Truthuhn. Im Winter bilden die Samen eine wichtige Nahrung für den Carolinazaunkönig (Thryothorus ludovicianus) und den Feldsperling. Im gewissen Grad bietet Myrica cerifera der Virginiawachtel auch Lebensraum. Die Verdauungssysteme der Vögel entfernen den Wachsüberzug der Früchte, was Voraussetzung für die Keimung der Samen ist.

## Vorkommen
Das natürliche Verbreitungsgebiet von Myrica cerifera reicht von den südöstlichen und südlich-zentralen USA über Mexiko bis Zentralamerika; und sie kommt auf den Bermudas sowie auf Karibischen Inseln.
Myrica cerifera ist an viele Lebensräume angepasst und wächst natürlicherweise in Feuchtgebieten, an Fluss- und Bach-Ufern, Sand-Dünen, auf Feldern und Hügeln, in Kiefernheiden und sowohl in Nadel- als auch in Mischwäldern. Im Zusammenhang mit Sukzessions-Prozessen ist Myrica cerifera oft eine der ersten ein Gebiet besiedelnden Pflanzenarten („Pionierpflanze“).

## Systematik
Myrica cerifera ist eine der Myrica-Arten, die z. B. vom Integrated Taxonomic Information System in der Gattung Morella geführt wird. Myrica cerifera hat auch jenseits der Aufteilung von Myrica/Morella mehrere Synonyme: Cerothamnus pumilus, Cerothamnus ceriferus, Myrica cerifera var. pumila und Myrica pusilla. Myrica cerifera ist den Arten Myrica pensylvanica und Myrica caroliniensis ähnlich, kann aber anhand der Duftstoffe und der Früchte unterschieden werden.
Das Artepitheton bedeutet „gewachst“.

## Nutzung

### Zierpflanze
Myrica cerifera wird in Parks und Gärten als Zierpflanze verwendet. Allgemein wächst Myrica cerifera in den USA in den Klimazonen 11 bis 7. Myrica pensylvanica ersetzt Myrica cerifera in Gebieten, die kälter als die Zone 6 sind. Myrica cerifera kann bis in das Gebiet von New York City und das südliche Ohio-Tal kultiviert werden.
Da Myrica cerifera anpassungsfähig ist, kann sie unter vielfältigen Bedingungen überleben, auch wenn sie häufig geschnitten werden muss. Sie kommt jedoch auch mit schlechtem Schnitt zurecht. Es gibt mindestens vier Cultivare von Myrica cerifera: ‚Fairfax‘, ‚Jamaica Road‘ und ‚Don’s Dwarf‘ unterscheiden sich von den „typischen“ Exemplaren in Aussehen und Form. Die letztgenannten beiden Sorten sind widerstandsfähig gegen Blattflecken, die von verschiedenen Bakterien oder Pilzen verursacht sein können. Man kultiviert als Zwergform eine sogenannte Myrica cerifera var. pumila (taxonomisch nicht akzeptiert als Varietät).

### Pflanzenheilkunde
Die Rinde der Wurzeln von Myrica cerifera wurde in der Vergangenheit in der Pflanzenheilkunde verwendet. Myrica cerifera enthält verschiedene organische Inhaltsstoffe wie Triterpene (Myricadiol, Taraxerol und Taraxeron) sowie so verschiedene chemische Stoffe wie Flavonoide, Tannine, Harze, Gummi und Phenole. Myricadiol hat leichten Einfluss auf die Aufnahme von Kalium und Natrium, während das Myricetin-Derivat Myricitrin antibiotische Eigenschaften hat.
Die Choctaw kochten Pflanzenteile und verwendeten den Aufguss gegen Fieber. Es ist überliefert, dass Kolonisten in Louisiana 1722 eine Mischung aus dem Wachs und heißem Wasser zur Behandlung einer schweren Dysenterie tranken. In einem Bericht von 1737 wird Myrica cerifera als Anwendung gegen Krampfanfälle, Koliken, Ohnmacht und epileptische Anfälle beschrieben. Im frühen 19. Jahrhundert begann der Pflanzenheilkundler Samuel Thomson, die Pflanze wegen ihrer Fähigkeit, „Hitze“ im Körper zu erzeugen, als Mittel gegen Infektionskrankheiten und Diarrhoe zu empfehlen. Diese Verwendung nahm im Laufe des 19. Jahrhunderts an Bedeutung ab, dafür wurden verschiedene andere Gebrechen wie Zahnfleisch-Bluten topisch behandelt.:69 Ab 1916 war die Wurzelrinde der Pflanze 20 Jahre lang im US-amerikanischen Pendant der Roten Liste geführt.
Die Verwendung von Myrica cerifera in der Pflanzenheilkunde hat seit der Blüte ihrer Popularität im 19. Jahrhundert abgenommen. Sie wird noch heute zur Behandlung von Fieber, Diarrhoe und ein paar anderen Gebrechen genutzt. Myricitrin hat fiebersenkende Wirkung, und zusammen mit Tanninen wirkt es gegen Diarrhoe; es wirkt antibiotisch, während die Tannine adstringierende Eigenschaften haben.
Im Allgemeinen wird ein Absud oder eine Tinktur verwendet. Infusionen und lokal wirkende Salben finden gleichfalls Anwendung.
Schwangere sollten Präparate aus Myrica cerifera nicht verwenden. Außerdem ist die krebsauslösende Wirkung von Tanninen unklar; es gibt sowohl Studien, die das nahelegen, als auch solche, die eine krebshemmende Wirkung ausweisen. Myrica cerifera sollte wie andere Heilpflanzen nur unter Aufsicht eines Arztes angewandt werden.

### Kerzen
Die Früchte von Myrica cerifera wurden in den Südstaaten traditionell zur Herstellung von Wachs für altmodische Weihnachts-Dekorationen (englisch bayberry candles) verwendet. Das Wachs wurde durch Kochen extrahiert, das auf der Oberfläche schwimmende Wachs anschließend abgeschöpft. Die Fette wurden erneut gekocht und danach durchgeseiht. Danach war die Flüssigkeit zur Kerzenherstellung durch Ziehen oder Formen geeignet. Myrica cerifera ist jedoch nicht die einzige dazu verwendete Pflanzenart; ihre nahen Verwandten sind gleichfalls brauchbar.
Myrica cerifera und ihre Verwandten, wie z. B. der Gagelstrauch, wurden bei der Kerzenherstellung weitestgehend durch Ersatzstoffe wie Paraffin ersetzt. Den Ersatzstoffen werden Lebensmittelfarbstoffe und Duftstoffe zugefügt, so dass sie ähnlich aussehen und riechen wie die Naturprodukte.